# Black Mouth Cur
Black Mouth Cur är en hundras från USA. I amerikanskt språkbruk är en cur en korthårig hund som kan användas både som vallhund och jakthund. Black Mouth Cur är framförallt en träddrivande hund som bland annat används för jakt på tvättbjörn och ekorrar. Rasen har utvecklats i den amerikanska södern och enligt en teori ligger bland annat den belgiska vallhunden malinois till grund. 1987 bildades en nationell rasklubb och 1998 erkändes rasen av den alternativa amerikanska kennelklubben United Kennel Club (UKC).